# Circus香港大爆走
《Circus香港大爆走》（英語：Surviving Hong Kong）是香港電視廣播有限公司製作的旅遊節目，全節目共13集，由CIRCUS擔任主持。本節目於2013年8月31日起香港時間逢星期六至日23:30-00:00在J2播出，及於myTV提供網上節目重溫（集數上傳後兩個月後會刪除）。本節目是CIRCUS於2014年解散前的最後一個電視節目。

## 節目簡介
以台灣人角度，重新發掘香港和澳門的本土特色，為三個年輕台灣歌手，實現 一次熱血的瘋狂冒險之旅！
台灣樂團「Circus」一向敢說敢作，其深受年輕人歡迎的自家製的《Circus Action》，節目中多次完成「不可能任務」！今次他們把基地轉至香港和澳門，以台灣人身份玩轉香港，在香港鬧市街頭體驗背包客式的「工作假期」。
今輯《Circus 香港大爆走》由「Circus」的廖人帥（Leo）、黃尹宣（Eason）和林柏升（Kid）領航，並帶著兩頭最「牛」助理，誓要以一萬元港幣留港十五天！拋棄所有信用卡和提款卡的他們，期間靠著無比勇氣和傻勁，犧牲色相「出賣」身體，以驚人膽量挑戰另類工作，不惜放下偶像包袱在街頭賣藝的三人，能否成功賺回返台旅費？
節目中三人盡展真我性情，有「嘔吐病」Eason親嚐補身聖品牛鞭和蛇膽，以「裸跑」成名的Kid還在重慶大廈前重現「Bollywood」式的性感舞蹈，連受「粉絲」歡迎的Leo亦將難逃「被整」命運，最終他們可否成功征服香港？

## 每集內容
| 集數 | 播映日期 | 主題                                        |
| 01   | 8月31日  | 「Circus」香港大爆走— Eason體驗「男人最痛」 |
| 02   | 9月1日   | 「Circus」香港「爆走」 與粉絲零距離舌吻     |
| 03   | 9月8日   | 「Circus」香港靈「異」大冒險                |
| 04   | 9月15日  | 「Circus」挑戰生吞蛇膽                      |
| 05   | 9月22日  | 「Circus」化身白色「大根」 勇闖長州張保仔洞 |
| 06   | 9月29日  | 「Circus」一日浪漫之旅                      |
| 07   | 10月6日  | 「Circus」大學校園初體驗                    |
| 08   | 10月13日 | 蘭桂芳Free Kiss展現世界大同                 |
| 09   | 10月20日 | Eason與歌迷有「福」同享 齊梳「蝦醬油頭」    |
| 10   | 10月27日 | 迪士尼大冒險 Eason體驗「背包客」慘況        |
| 11   | 11月3日  | 「公牛」變身「小強」 挑戰古怪味道藥材       |
| 12   | 11月17日 | 「Circus」澳門挑戰全球最高「笨豬跳」        |
| 13   | 11月24日 | 「Circus」不捨「鳳梨酥」乾媽                |

## 外部連結
- 無綫電視節目網頁 - Circus香港大爆走（页面存档备份，存于）